# Delta veza
U hemiji, delta veze (δ veze) su kovalentne hemijske veze, kod kojih se četiri režnja jedne atomske orbitale preklapaju sa četiri režnja druge atomske orbitale. Ovo preklapanje dovodi do formiranja vezujuće molekulske orbitale sa dve čvorne ravni koja sadrži internuklearnu osu i prolazi kroz oba atoma.
Grčko slovo δ u imenu se odnosi na  orbitale, pošto je orbitalna simetrija delta veze ista kao i kod d orbitale kad se gleda duž ose veze. Ovaj tip vezivanja se javlja kod atoma sa zauzetim d orbitalama sa dovoljno niskom energijom da učestvuju u kovalentnom vezivanju, na primer, kod organometalnih vrsta prelaznih metala. Neka rutenijumska i molibdenska jedinjenja sadrže četvorostruku vezu, koja se sastoji od jedne sigma veze, dve pi veze i jedne delta veze.
Orbitalna simetrija delta vezujuće orbitale se razlikuje od pi antivezujuće orbitale, koja ima jednu čvornu ravan koja sadrži internuklearnu osu i drugi čvornu ravan normalnu na tu osu između atoma.

## Literatura
-{
- F. Albert Cotton and Geoffrey Wilkinson, "Advanced Inorganic Chemistry" (5th edn, John Wiley 1988), p. 1087–1091
- B. Douglas, D.H. McDaniel and J.J. Alexander, "Concepts and Models of Inorganic Chemistry" (2nd edn, Wiley 1983), p. 137
- J.E. Huheey, "Inorganic Chemistry" (3d edn, Harper and Row 1983). p. 743-744
- G.L. Miessler and D.A. Tarr, "Inorganic Chemistry" (2nd edn, Prentice-Hall 1999), p. 123-124

}- 